# Nadrian Seeman
Nadrian C. "Ned" Seeman (sinh ngày 16 tháng 12 năm 1945) là một nhà khoa học được biết đến vì sáng lập ra lĩnh vực công nghệ nano DNA.. Vì thành tựu này ông đã nhận được giải Feymann về Công nghệ nano năm 1995 và giải Kavli năm 2010.

## Công bố đáng chú ý
- Seeman, N (1982). "Nucleic acid junctions and lattices". Journal of Theoretical Biology. Quyển 99 số 2. tr. 237–47. doi:10.1016/0022-5193(82)90002-9. PMID 6188926.—Considered to be the earliest paper outlining the concepts of DNA nanotechnology[4]
- Chen, Junghuei; Seeman, Nadrian C. (1991). "Synthesis from DNA of a molecule with the connectivity of a cube". Nature. Quyển 350 số 6319. tr. 631–3. doi:10.1038/350631a0. PMID 2017259.—The synthesis of the DNA cube
- Winfree, Erik; Liu, Furong; Wenzler, Lisa A.; Seeman, Nadrian C. (ngày 6 tháng 8 năm 1998). "Design and self-assembly of two-dimensional DNA crystals". Nature. Quyển 394 số 6693. tr. 529–544. doi:10.1038/28998. ISSN 0028-0836. PMID 9707114.—The synthesis of two-dimensional periodic lattices of double crossover molecules
- Mao, Chengde (ngày 14 tháng 1 năm 1999). "A DNA Nanomechanical Device Based on the B-Z Transition". Nature. Quyển 397 số 6715. Sun, Weiqiong; Shen, Zhiyong & Seeman, Nadrian C. tr. 144–146. doi:10.1038/16437. ISSN 0028-0836. PMID 9923675.—The first DNA-based nanomechanical device
- Seeman, Nadrian C. (tháng 6 năm 2004). "Nanotechnology and the double helix". Scientific American. Quyển 290 số 6. tr. 64–75. doi:10.1038/scientificamerican0604-64. PMID 15195395.—A popular science article explaining the field of DNA nanotechnology
- Zheng, Jianping; Birktoft, Jens J.; Chen, Yi; Wang, Tong; Sha, Ruojie; Constantinou, Pamela E.; Ginell, Stephan L.; Mao, Chengde; Seeman, Nadrian C. (2009). "From molecular to macroscopic via the rational design of a self-assembled 3D DNA crystal". Nature. Quyển 461 số 7260. tr. 74–7. doi:10.1038/nature08274. PMC 2764300. PMID 19727196.—The synthesis of three-dimensional periodic lattices of tensegrity triangle molecules
- Gu, Hongzhou; Chao, Jie; Xiao, Shou-Jun; Seeman, Nadrian C. (2010). "A proximity-based programmable DNA nanoscale assembly line". Nature. Quyển 465 số 7295. tr. 202–5. doi:10.1038/nature09026. PMC 2872101. PMID 20463734.—A DNA-based molecular assembly line